# Francisco Grau Vegara
Francisco Grau Vegara (Bigastro (Alicante), 22 januari 1947 - Albacete, 21 juli 2019) was een hedendaags Spaans componist, muziekpedagoog en dirigent.

## Levensloop
De muzikale opleiding van Grau Vegara begon op 7-jarige leeftijd in de plaatselijke banda. Hij studeerde aan het Conservatorio Superior de Música "Manuel Massotti Littel" in Murcia en aan het Real Conservatorio Superior de Música de Madrid compositie, orkest- en koordirectie en musicologie onder andere bij Torres Navarro. Verdere studies voor compositie deed hij bij Goffredo Petrassi, Ferrara en Igor Markevich.
Hij heeft het Orquesta Nacional de España, het Orquesta de la RTVE (Radiotelevisión Española) en het Coro de la RTVE, het Orfeón Pamplonés en het Coro del Principado de Asturias gedirigeerd. Naast deze orkesten dirigeerde hij talrijke Bandas Sinfónicas, zoals de Banda Municipal de Madrid, Banda Municpal de Barcelona, de Banda Municipal de Alicante, de Banda Municipal de Albacete, het Centro Instructivo Musical "La Armónica", "El Litro", de Buñol, de Banda Sinfónica de la Sociedad Musical "La Artística" de Buñol, de Banda Sinfónica del "Ateneo Musical" de Cullera, de Banda Sinfónica de la Sociedad Musical Instructiva "Santa Cecilia" de Cullera, de Banda Sinfónica de "Unió Musical" de Llíria. Ook verschillende militaire orkesten in Alicante en Melilla heeft hij gedirigeerd.
Hij was oprichter en directeur sinds 1980 van de Academia Militar de Música en sinds 1988 is hij chef-dirigent van de Banda de Música de Su Majestad el Rey in Madrid ook als Unidad de Música de la Guardia Real bekend.
Als componist heeft hij talrijke werken op zijn naam staan. Hij is bekend om zijn orkestraties en transcripties van muziek uit de 15e en 16e eeuw. Voor zijn werken kreeg hij nationale en internationale prijzen en onderscheidingen, zoals de compositieprijs van de Diputación de Alicante, van het Certamen Internacional de Bandas de Musica Ciudad de Valencia en de Premio Izquierdo. Door de Spaanse Koning Juan Carlos I van Spanje werd hij onderscheiden met de Orden de Carlos III. Verder werd hem toegekend het Cruz y Encomienda de la Real y Militar Orden de San Hermenegildo en het Encomienda de la Orden de Isabel la Católica. Grau Vegara is lid van de Real Academia de Bellas Artes de San Fernando. Hij is een veelgevraagd jurylid, onder andere bij het Certamen Internacional de Habaneras y Polifonía de Torrevieja, Alicante.
Hij schreef ook de actuele versie van het Spaanse volkslied Himno Nacional de España (antigua marcha granadera).

## Composities

### Werken voor banda (harmonieorkest)
- 1987 Fantasia
- 1993 Bellesa del Foc 1993
- 1994 Olbap
- 1994 Vibraciones, symfonisch gedicht
- 1998 Estampas 98, voor gemengd koor en banda (harmonieorkest)
- Adiós, lucero de mis noches, habanera
- Almirante Poole, marcha
- Apuntes Sinfónicos
  1. Introducció
  2. Marxa giocosa
  3. Bioritmes
- Boceto legionario
- Buscando un amor, habanera
- Cantos populares
- Capricho Mediterraneo - (verplicht werk in de "Seción de Honor" tijdens het Certamen Internacional de Bandas de Musica Ciudad de Valencia in 2002)
- Castillo de Almansa, marcha
- Copla de España
- Damas de Castilla
- Doña Lola
- Elemaz
- En Homenaje
  1. Introducción
  2. Marcha giocosa
  3. Biorritmos
- Feria Albaceteña, paso-doble
- Foguera José Antonio (Himno)
- General Pérez Tudó
- Habanera madrileña, habanera
- Las Guardias Walonas - Evocación castrense
- Los Píntanos
- Madrileños
- Melilla española
- Música de la Revolución Mejicana
- Nic del foc
- Noches Alicantinas
  1. Noche Mora
  2. Noche de habaneras
  3. Nit de Foc
- Nostalgia de ti
- Nuria Terol
- Poema Sinfónico Almagro
- Quimeras - Impressiones Simfónicas
- Relevo en Palacio
- Soldados para la Paz
- Som chuanos (Barraca 11s Chuanos)

- Biblioteca Nacional de España: XX1004852
- International Standard Name Identifier: 0000 0000 6105 7669
- MusicBrainz: 33afa184-0947-433e-bd59-2e9fd11b4714
- Virtual International Authority File: 86529039
- WorldCat: E39PBJrWxgRxXXBXX7jp3vdJDq